# Las alegres chicas del Molino
 Las alegres chicas del Molino  es una comedia musical española para mayores de 18 años, dirigida por José Antonio de la Loma y estrenada en el año 1977. Ambientada en El Molino de Barcelona.

## Argumento
Números musicales y aparición de Christa Leem y David Carpenter, entonces de moda en el cine español.